# Вудлон-Оукдејл (Кентаки)
Вудлон-Оукдејл (енгл. Woodlawn-Oakdale) град је у америчкој савезној држави Кентаки.

## Демографија
По попису из 2000. године број становника је 4.937.
| Група             | 2000.         | 2010.    |
| Белци             | 4.645 (94,1%) | 0 (0,0%) |
| Афроамериканци    | 124 (2,5%)    | 0 (0,0%) |
| Азијати           | 20 (0,4%)     | 0 (0,0%) |
| Хиспаноамериканци | 43 (0,9%)     | 0 (0,0%) |
| Укупно            | 4.937         | 0        |